# Heiligenhäuschen Kompstraße

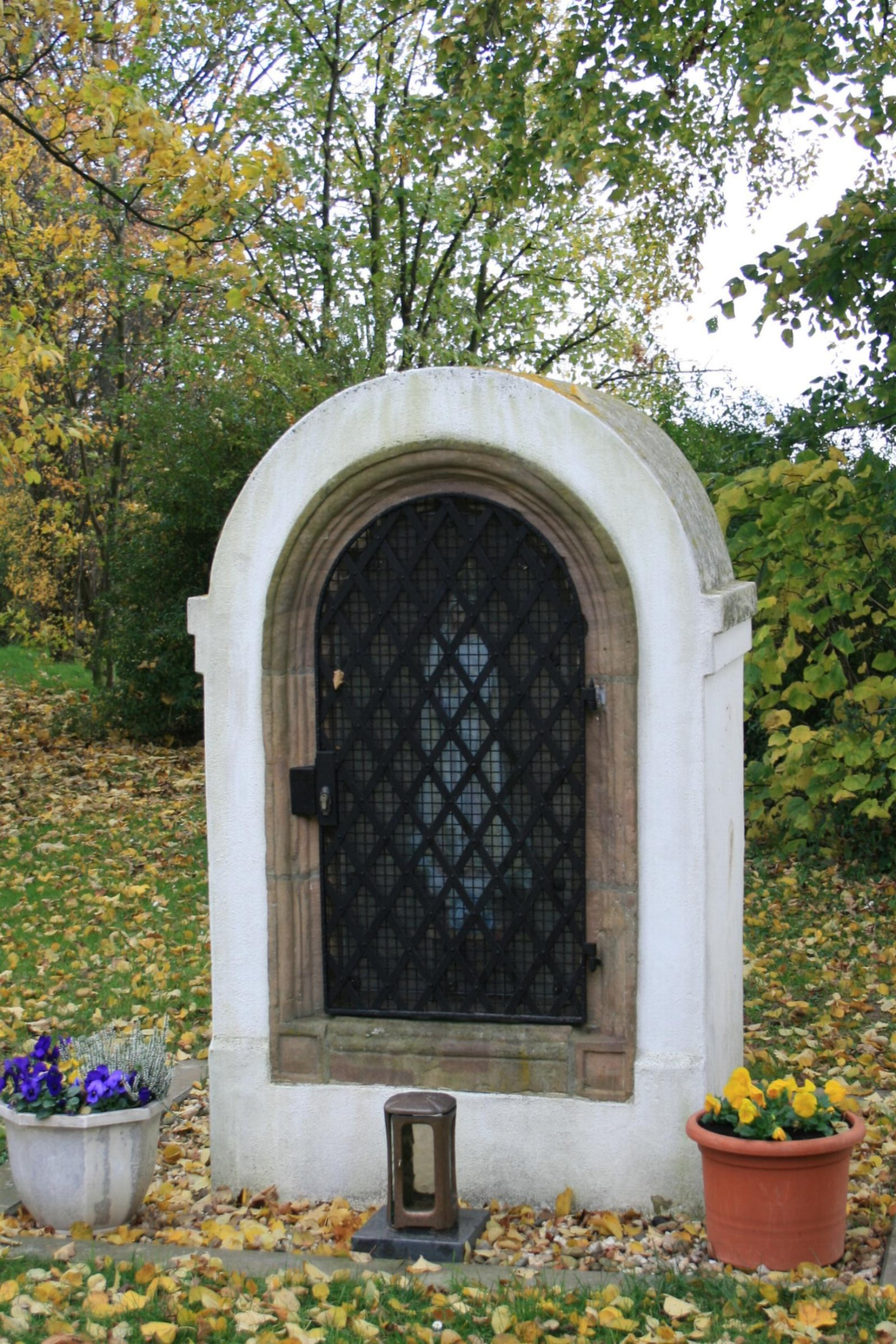
Heiligenhäuschen

Das Heiligenhäuschen Kompstraße steht in Pingsheim, einem Ortsteil der Gemeinde Nörvenich im Kreis Düren, Nordrhein-Westfalen, und zwar an der Ortseinfahrt Kompstraße aus Richtung Herrig.
Das ca. 180 cm hohe Heiligenhäuschen wurde im Jahre 1866 erbaut. Diese Zahl stand auf dem verloren gegangenen Originalgitter. Das verputzte Heiligenhäuschen hat einen rechteckigen Grundriss. Es ist aus Bruchstein gemauert und hat Werksteineinfassungen. Es hat eine tiefe rundbogige Muschelnische mit umlaufender Profilierung, ein Kämpfergesims und einen Rundbogenabschluss. Kreuz und Gitter stammen aus neuerer Zeit.
Das Heiligenhäuschen wurde in den 2000er Jahren restauriert.
Das Häuschen wurde am 9. April 1985 in die Denkmalliste der Gemeinde Nörvenich unter Nr. 61 eingetragen.

## Belege
- Denkmalliste der Gemeinde Nörvenich (PDF-Datei; 105 kB)

Koordinaten: 50° 48′ 3,9″ N, 6° 41′ 52,4″ O